# ديزجان (سميرم)
ديزجان هي قرية في مقاطعة سميرم، إيران. يقدر عدد سكانها بـ 305 نسمة بحسب إحصاء 2016.